# Жакмон, Виктор
Викто́р Жакмо́н (фр. Victor Jacquemont; 8 августа 1801 — 7 декабря 1832) — французский ботаник, путешественник, геолог.

## Биография
Страстный любитель ботаники и других естественных наук, Жакмон совершил множество путешествий по Овернским горам в Швейцарии и Севеннам; в 1826—1827 объездил всю Северную Америку, после чего отправился по поручению естественноисторического музея в Индию.
Там он объехал Гималаи, Тибет, Лахор, Пенджаб и Кашмир, собирая коллекции. Он подробнейшим образом описал флору, фауну и климат регионов, в которых побывал. Также он открыл несколько новых видов растений и млекопитающих. Умер от болезни в Бомбее.
Большой интерес представляет напечатанный на средства правительства «Journal de voyage de V. J., avec les descriptions zoologiques et botaniques» (1835, под редакцией Жоффруа Сент-Илера и Камбесседа), а также изданная его родными переписка: «Correspondance de V. J.» (1834).

## Виды, названные в честь Жакмона
Растения
- Achnatherum jacquemontii
- Allium jacquemontii — Лук Жакемонта
- Androsace jacquemontii
- Arisaema jacquemontii — Аризема Жакмона
- Arum jacquemontii

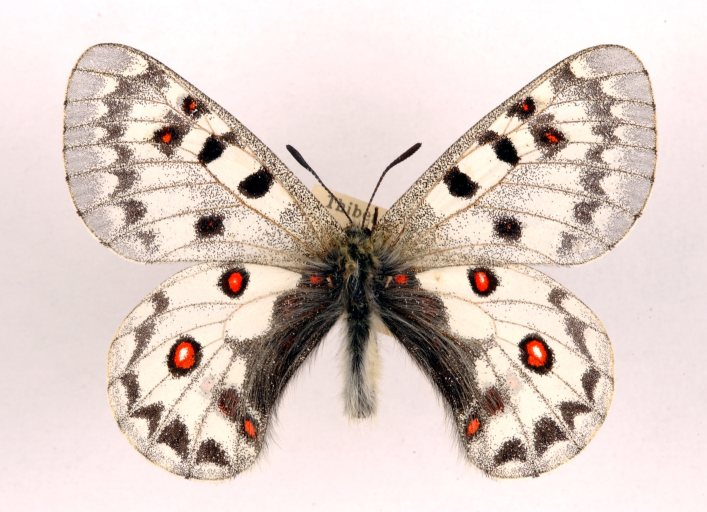
Бабочка Parnassius jacquemontii

- Betula utilis subsp. occidentalis = Betula jacquemontii subsp. occidentalis
- Cinnamomum jacquemontii
- Corylus jacquemontii
- Heracleum jacquemontii
- Farsetia jacquemontii
- Dianthus jacquemontii
- Elymus jacquemontii
- Euphorbia jacquemontii
- Melanocenchris jacquemontii
- Prunus jacquemontii
- Ranunculus jacquemontii
- Salsola jacquemontii
- Selaginella jacquemontii
- Tripogon jacquemontii
- Vachellia jacquemontii = Acacia jacquemontii

Животные
- бабочка Parnassius jacquemontii